# Desa Sukasari (administrativ by i Indonesien, Jawa Barat, lat -6,88, long 107,79)
Desa Sukasari är en administrativ by i Indonesien.   Den ligger i provinsen Jawa Barat, i den västra delen av landet, 130 km sydost om huvudstaden Jakarta.